# Bafia
Bafia é uma cidade dos Camarões localizada na província de Centro. Bafia é a capital do departamento de Mbam-et-Inoubou.